# Bund sozialdemokratischer Frauen Litauens
Bund sozialdemokratischer Frauen Litauens (lit. Lietuvos socialdemokračių moterų sąjunga, LSDMS) ist die Frauenorganisation der Lietuvos socialdemokratų partija.  LSDMS wurde am 19. Oktober 1991 in der Konferenz in Kaunas errichtet. 2015 gab es 54 LSDMS-Clubs mit mehr als 3.000 Frauen.

## Leitung
Die Vorsitzende ist die Politikerin Birutė Vėsaitė, ehemalige Wirtschaftsministerin Litauens.
Die Stellvertreterinnen sind:
- Giedrė Purvaneckienė
- Orinta Leiputė
- Elena Čekienė
- Nijolė Dirginčienė
- Asta Kandratavičienė
- Auksė Kontrimienė
- Margarita Jankauskaitė
- Vilma Bartašienė